# Молотковский сельский совет (Лановецкий район)
Молотковский сельский совет (укр. Молотківська сільська рада) — входит в состав
Лановецкого района
Тернопольской области
Украины.
Административный центр сельского совета находится в 
с. Молотков.

## Населённые пункты совета
- с. Молотков
- с. Осники